# Philocelis cellata
Philocelis cellata är en plattmaskart som beskrevs av Jürgen Dörjes 1968. Philocelis cellata ingår i släktet Philocelis och familjen Otocelididae. Inga underarter finns listade i Catalogue of Life.